# BOV-3
BOV-3 – jugosłowiańskie samobieżne działo przeciwlotnicze zbudowane na podwoziu transportera opancerzonego BOV-M. Umieszczone w wieży armaty automatyczne miały kąt ostrzału w płaszczyźnie poziomej równy 360°, w płaszczyźnie pionowej od -4,5° do +83°.
Działo samobieżne BOV-3 znajdowało się na uzbrojeniu armii Jugosławii, później znalazło się na uzbrojeniu armii państw powstałych po jej rozpadzie.